# اد بگلی

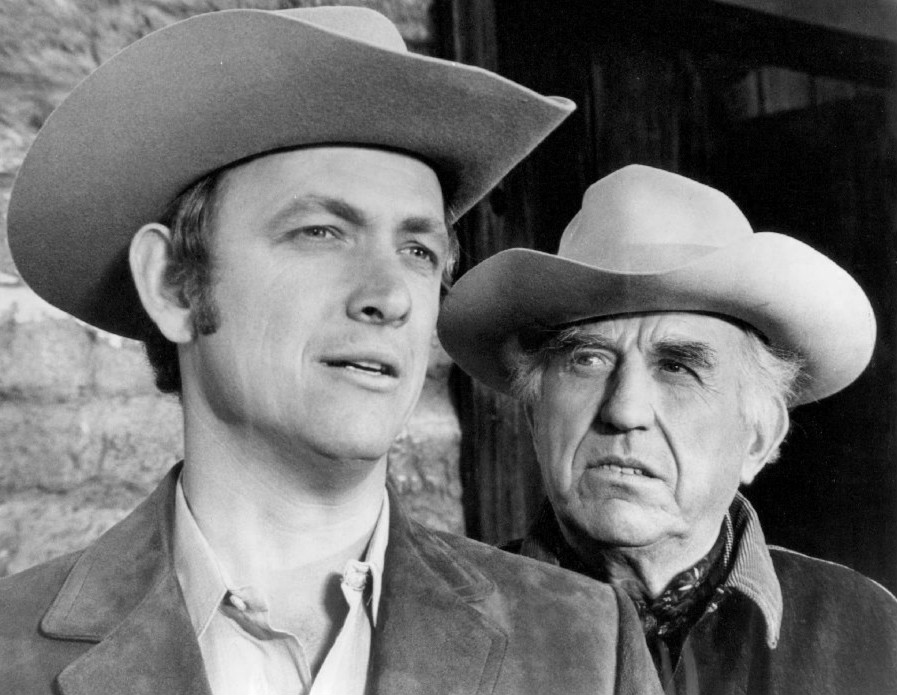
بگلی (راست) و مونته مارکهام در ۱۹۶۹

ادوارد جیمز «اد» بگلی (به انگلیسی: Edward James "Ed" Begley) (زاده ۲۵ مارس ۱۹۰۱ – درگذشته ۲۸ آوریل ۱۹۷۰) هنرپیشه سینما، تئاتر، تلویزیون و رادیوی آمریکایی بود.
وی که بیش از ۲۲ سال فعالیت خود را ادامه داد، بیشتر به خاطر نقشش در گتسبی بزرگ (۱۹۴۹) و ۱۲ مرد خشمگین (۱۹۵۷) مشهور است. شخصیت وی در ۱۲ مرد خشمگین، فردی بددهن و سنتی‌گرا است. بگلی در این فیلم، دهمین نفر از دوازده فردی که در اتاق هستند، است که به بی‌گناه بودن متهم رای می‌دهد.

## فیلم‌شناسی
- تار عنکبوت (۱۹۴۷)
- بومرنگ (۱۹۴۷)
- متأسفم، شماره اشتباه است (۱۹۴۸)
- گتسبی بزرگ (۱۹۴۹)
- تالسا (۱۹۴۹)
- حد مکانی، آمریکا (۱۹۵۲)
- الگو (۱۹۵۶)
- ۱۲ مرد خشمگین (۱۹۵۷)
- به فردا امیدی نیست (۱۹۵۹)
- پرنده شیرین جوانی (۱۹۶۲)
- مغز بیلیون دلاری (۱۹۶۷)
- اسکار (۱۹۶۶)
- مانیتورها (۱۹۶۹)

## جوایز
- جایزه اسکار بهترین بازیگر نقش مکمل مرد (۱۹۶۲)